# Hoeve Bergerhof
Hoeve Bergerhof is een monumentaal boerderijcomplex in de Nederlandse stad Sittard, gelegen in het huidige Stadspark. Het is een gesloten hoeve met binnenplaats, gebouwd in de zeventiende eeuw. Oudere naamsvermeldingen tonen aan dat het waarschijnlijk een opvolger is van een nog oudere hoeve die hier in de middeleeuwen heeft gestaan. Het bouwwerk is aangewezen als rijksmonument.

## Geschiedenis
De Bergerhof was een grootleen van Kasteel Born en is gebouwd in een hoger gebied in het dal van de Geleenbeek ten zuiden van Sittard en ten noorden van Leyenbroek, aan de voet van de Kollenberg. Oorspronkelijk hoorde bij de hoeve circa 80 hectare land.  Tussen 1862 en 1889 was de Bergerhof in gebruik als buitencafé en werd het bouwwerk omgedoopt in "Casino", een naam die ook daarna nog in gebruik bleef. In 1949 werd de hoeve aangekocht door de gemeente, die in het omliggende grondgebied een villawijk ging bouwen. Na jaren van leegstand werd het complex in 1982 betrokken door de firma Laudy, die het complex grondig restaureerde waarbij enkel de gevels bewaard zijn bleven.

## Beschrijving
De Bergerhof is een bakstenen, gesloten hoeve met hardstenen kozijnen. Het complex kent slechts één toegangspoort die gesitueerd is in een kenmerkend poortpaviljoen met twee bouwlagen erbovenop. De voorvleugel is getuige een gevelsteen gebouwd in 1660; de linkerkant was het woonhuis van de pachters en de rechterkant het verblijf van de eigenaar. Blijkens muurankers met het jaartal 1662 kwam de stalvleugel pas twee jaar later gereed. De achtervleugel is gelijktijdig met de voorvleugel gebouwd en was oorspronkelijk een opslagplaats. Een brand verwoestte deze vleugel grotendeels in 1866, maar nadien werd deze herbouwd.